# Florian Riegel
Florian Riegel (* 1978 in Berlin) ist ein deutscher Filmeditor und Dokumentarfilmer.

## Leben
Florian Riegel wurde 1978 in Berlin geboren. Nach längeren Auslandsaufenthalten in Israel und Südamerika studierte er ab 2002 Politikwissenschaften an der Freien Universität Berlin. Von 2003 bis 2009 absolvierte Florian Riegel sein Studium an der Kunsthochschule für Medien Köln in der Fächergruppe Film/Fernsehen, welches er mit dem mehrfach ausgezeichneten Dokumentarfilm Holding Still, in dem Riegel eine junge querschnittgelähmte US-Amerikanerin porträtiert, beendete.
Florian Riegel wohnt in Berlin.

## Filmografie (Auswahl)
- 2005: Wanja gehen (Kurzspielfilm, Darsteller)
- 2008: Himmel auf Erden (Kurzfilm, Regie)
- 2008: The Matchstick Traveller (Kamera)
- 2010: Holding Still (Kurzfilm), (Regie und Schnitt)
- 2016: Marija (Schnitt)
- 2017: Touching Concrete (Schnitt)
- 2019: Sterne über uns (Schnitt)
- 2022: Drii Winter (Schnitt)
- 2023: Monster im Kopf

## Auszeichnungen
- 2010: Gewinner des Preises der Jury im NRW-Wettbewerb auf den Internationalen Kurzfilmtage Oberhausen für Holding Still
- 2010: Gewinner des Preises der Jury im Deutschen Wettbewerb auf dem Internationalen Kurzfilm-Festival Hamburg für Holding Still
- 2010: Gewinner des 1. Jurypreises im Wettbewerb NRW auf dem Europäischen Kurzfilmfestival Köln unlimited für Holding Still
- 2010: Gewinner des Deutschen Kurzfilmpreises in der Kategorie Kurzfilmpreis in Gold für Dokumentarfilm für Holding Still